# Robert Erskine Childers
Pour les articles homonymes, voir Childers.
Robert Erskine Childers (né le 25 juin 1870 et mort le 24 novembre 1922) est un écrivain et nationaliste irlandais qui a été fusillé par les autorités du nouvel État libre d'Irlande. Il est le fils de l’orientaliste Robert Caesar Childers, le cousin de Hugh Childers et de Robert Barton et le père d’Erskine Hamilton Childers, lequel devint le quatrième président d'Irlande.

## Biographie
Childers est né à Mayfair, un quartier de Londres dans une famille protestante originaire de Glendalough dans le Comté de Wicklow. Son père est anglais et sa mère irlandaise. Il fut orphelin tôt et fut élevé par un oncle dans le Comté de Wicklow.
Il étudie à Haileybury College puis à Trinity College à Cambridge. Après ses études, il obtient un poste de secrétaire à la Chambre des communes. Il est alors un partisan de l’Empire britannique.
En 1903, visitant les États-Unis, il rencontre et épouse Mary Alden ("Molly") Osgood, avec qui il partage entre autres une grande passion pour la mer et les bateaux.

### Sa carrière militaire
En 1899, il s’engage dans l’armée et participe à la seconde guerre des Boers. Il sert en tant qu’officier dans l’artillerie. Il est blessé en Afrique du Sud et renvoyé en Grande-Bretagne comme invalide de guerre.

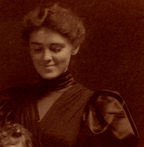
Mary "Molly" Alden Childers

À son retour, il écrit un roman d’espionnage, L'Énigme des sables (The Riddle of the Sands), publié en 1903. Ce roman est basé sur son expérience de navigation le long des côtes allemandes. Il y prédit une guerre contre l’Allemagne et en appelle au Royaume-Uni de se préparer à toute éventualité, y compris l’invasion de l’Angleterre. Très populaire, ce roman a constamment été réédité tout au long du XXe siècle et compte plus d’une centaine d’éditions. Il est souvent présenté comme le livre fondateur de la littérature d’espionnage.
Childers écrit ensuite le tome 5 de L’Histoire de la guerre en Afrique du Sud éditée par Le Times (1907) qui attire l’attention sur les erreurs britanniques commises durant cette guerre et adresse des louanges à la tactique de guérilla des Boers. Il écrit aussi deux livres sur les tactiques de cavalerie basés sur ses expériences, War and the Arme Blanche (1910) et German Influence on British Cavalry (1911). Ces deux livres sont extrêmement critiques sur l’armée britannique.

### Home Rule
Pendant tout ce temps, Childers, de plus en plus attiré par le nationalisme irlandais, devient un avocat du Home Rule. En 1910, il démissionne de son poste à la Chambre des Communes pour se consacrer à cette cause. Il écrit The Form and Purpose of Home Rule en 1912. En juillet 1914, avec son épouse et leur bateau Asgard reçu en cadeau de mariage, ainsi que trois autres bateaux dont le Kelpie de Conor O'Brien, il fait au départ de Howth du trafic d’armes avec l’Allemagne. Ces armes ont ensuite servi à armer les Volontaires irlandais pendant l’insurrection de Pâques 1916. Cette action a été menée en réponse au « trafic d'armes de Larne » de l’Ulster Volunteer Force.
Au commencement de la Première Guerre mondiale, Childers rejoint la Royal Navy en tant qu’officier du renseignement et est actif dans la Mer du Nord et pendant la Bataille de Gallipoli. Il reçoit la Service Cross pour acte de bravoure et est promu Lieutenant commander dans la Royal Naval Reserve. Il est aussi nommé Secrétaire honoraire de la branche maritime de la Legion of Frontiersmen à Londres. 
Toutefois, la violente répression de l’insurrection de Pâques 1916 révolte Childers. Après la guerre, il déménage à Dublin et devient pleinement impliqué dans la lutte contre les lois britanniques. Il rejoint alors le Sinn Féin, étant très proche d’Éamon de Valera et de Michael Collins.
En 1919, il est nommé Ministre de la propagande pour le premier Dáil Éireann, et, est le représentant de la république irlandaise au Traité de Versailles. En 1920, Childers publie Military Rule in Ireland, une sévère attaque contre la politique britannique. En 1921, il est élu sans opposition député du Wicklow et publie un pamphlet Is Ireland a Danger to England? qui attaque le premier ministre britannique, David Lloyd George. Après l’arrestation de Desmond FitzGerald, il devient rédacteur en chef de l’Irish Bulletin.

### La guerre civile
Childers est secrétaire général de la délégation irlandaise lorsqu'est négocié le Traité anglo-irlandais. Il resta, pendant toute la période des négociations, au quartier général de la délégation à Hans Place, soit du 11 octobre au 6 décembre 1921. Childers devient un véhément opposant à l’accord final et, particulièrement, à la clause qui prévoit l’obligation d’allégeance des leaders irlandais à la Couronne britannique. Le Traité divisa profondément le Sinn Féin et l’IRA. Puis, en juin 1922, l’Irlande sombra dans la guerre civile.
Accusé d’avoir été l’inspirateur d’une propagande illégale, Childers est recherché par l’armée irlandaise et commence à voyager secrètement. L’embuscade mortelle contre Michael Collins intensifia la sévérité des autorités de l’État libre d’Irlande. En septembre 1922, l’Assemblée nationale introduisit une législation de pouvoirs d’urgence, établissant une loi martiale et de nouvelles peines en cas de port d’arme sans licence. En novembre 1922, Childers est arrêté à son domicile de Glendalough alors qu’il était en route pour rencontrer De Valera. Il est jugé par une cour militaire sous prétexte qu’il portait une arme de petit calibre en violation de la nouvelle loi.
Childers est condamné à mort par la cour militaire. Alors que son appel de la sentence n’avait pas encore été jugé, il fut fusillé aux Beggar's Bush Barracks à Dublin. Il est inhumé au cimetière de Glasnevin.
Avant son exécution, dans un esprit de conciliation, il obtient de son fils âgé de 16 ans, le futur président d’Irlande Erskine Hamilton Childers, d’aller voir et de serrer la main de chaque homme ayant signé sa sentence de mort.
Childers serra lui-même la main de chaque membre du peloton d’exécution. Ses derniers mots, adressés à ceux qui allaient l’exécuter, furent sur un ton humoristique "Take a step or two forward, lads. It will be easier that way." (Avancez d’un ou deux pas, les gars. Cela sera plus facile).
En Irlande, beaucoup virent, dans l’exécution de Childers, une revanche politique et une méthode expéditive pour arrêter le flot continu de la publication de textes anti-anglais pour lesquels Childers était largement connu.

## Publications
- L'Énigme des sables (The Riddle of the Sands) (1903) adapté en film en 1979.
- History of the War in South Africa (1907)
- War and the Arme Blanche (1910)
- German Influence on British Cavalry (1911)
- The Form and Purpose of Home Rule (1912)
- Military Rule in Ireland (1920)
- Is Ireland a Danger to England? (1921)